# Bronisław Cieniewski
Bronisław Franciszek Cieniewski (ur. 1 września 1931 w Łodzi, zm. 8 września 1998) – polski robotnik i działacz partyjny związany z Zelowem, w latach 1969–1980 poseł na Sejm PRL V, VI i VII kadencji. 

## Życiorys
Syn Jana i Stanisławy. Od 1950 był mistrzem tkackim w Zelowskich Zakładach Przemysłu Bawełnianego. W 1952 został absolwentem Zasadniczej Zawodowej Szkoły Włókienniczej, a w 1963 dwuletniej szkoły mistrzów. W latach 1963–1968 pełnił funkcję Prezesa Klubu Honorowych Dawców Krwi Polskiego Czerwonego Krzyża w Zelowie.
W latach 1945–1954 należał do Związku Harcerstwa Polskiego i Związku Młodzieży Polskiej. W 1953 wstąpił do Polskiej Zjednoczonej Partii Robotniczej. Zasiadał w egzekutywie Komitetu Zakładowego i łaskiego Komitetu Powiatowego partii, był też I sekretarzem jej oddziałowej organizacji partyjnej i Komitetu Zakładowego. Pełnił też funkcje radnego Powiatowej Rady Narodowej w Łasku i radnego Miejskiej RN w Zelowie. W 1969 i 1972 uzyskiwał mandat posła na Sejm w okręgu Pabianice, zaś w 1976 w okręgu Piotrków Trybunalski. Zasiadał w Komisjach Przemysłu Lekkiego, Rzemiosła i Spółdzielczości Pracy oraz Kultury i Sztuki (1969–1972), następnie zaś w Komisji Przemysłu Lekkiego (1972–1980).
Otrzymał Złoty i Srebrny Krzyż Zasługi oraz Medal 30-lecia Polski Ludowej.